# アメリカン・タバコ・カンパニー

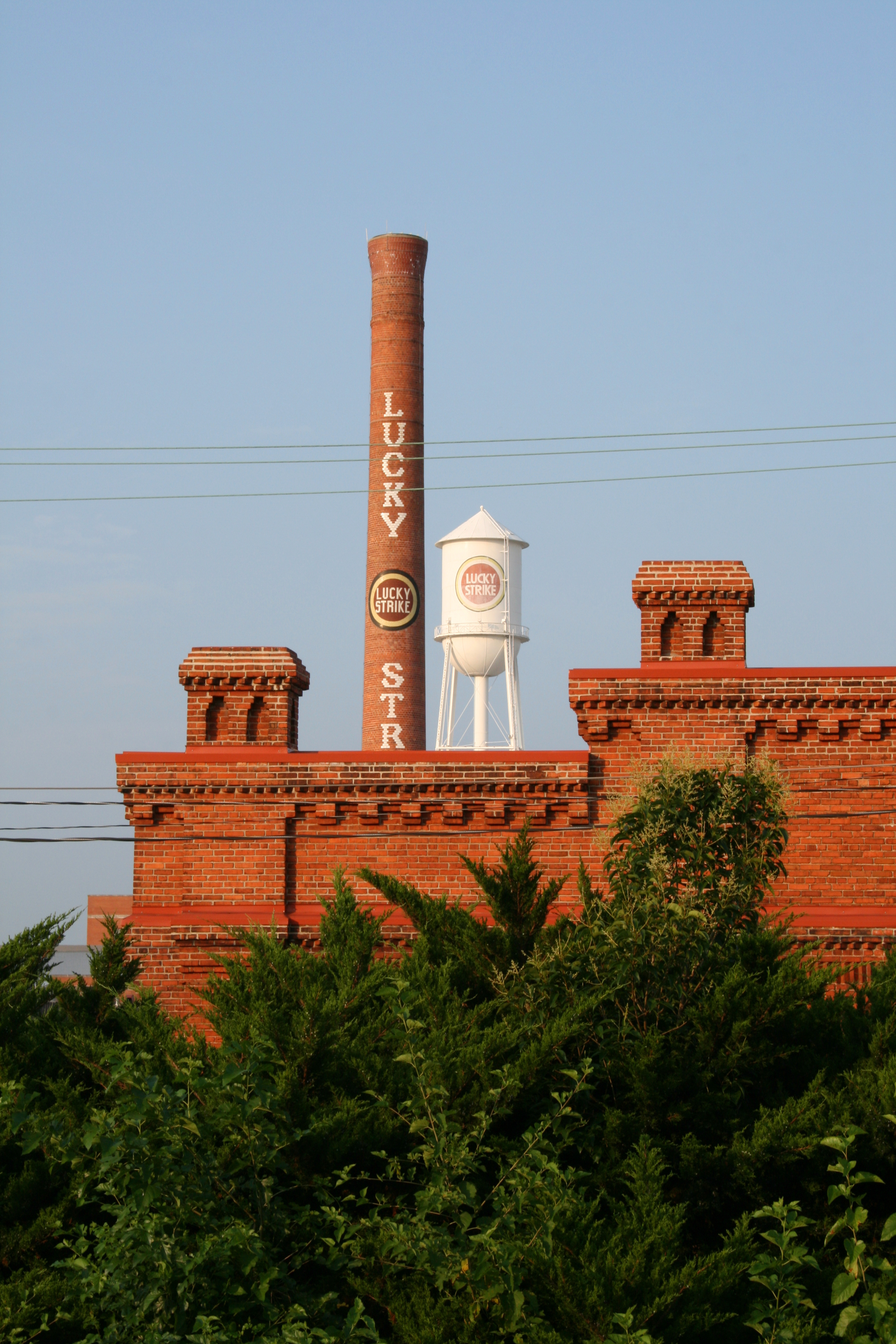
アメリカン・タバコ歴史地区にあるラッキーストライクの文字とロゴが描かれた塔

アメリカン・タバコ・カンパニー（英語: American Tobacco Company）とは1890年にジェームズ・ブキャナン・デュークがアメリカ合衆国のタバコ会社であるアレン・アンド・ジンターとグッドウィン・アンド・カンパニーを合併させて設立したタバコ会社である。1896年の算出開始時のダウ平均株価における採用銘柄12社の1社だった。
ラッキーストライクカンパニーなど200社以上のライバル企業を買収することで業界を支配したが、1907年より施行された反トラスト法により1911年にいくつかの大手企業に分割されていった
アメリカン・タバコ・カンパニーはその後、1970年代から80年代の間にタバコ以外の製品メーカーを幅広く買収し始め、1986年にアメリカン・ブランズと社名を変更し、後にフォーチュン・ブランズに改名した。アメリカン・タバコは10年後、競合企業にタバコ事業を売却するまでアメリカンブランズの一部門だった。

## 歴史

### 起源
ジェームズ・ブキャナン・デュークが紙巻きタバコ事業に関わるようになったのは1879年、ノースカロライナ州ダーラムのブル・ダーラムブランドに対し競争というよりむしろ新しいビジネスを始めた頃からである。
2年後の1881年、W・デューク・サンズ・アンド・カンパニーはジェームズ・アルバート・ボンサックがタバコ巻き上げ機を発明したことにより紙巻きタバコ事業に参入した。この機械は1分間の間に200本以上の紙巻きタバコを生産、道具を使った手巻きだと1時間かかる本数で、コストを半分に抑えられるようになった。さらに巻かれたタバコを均一に切断することもできた。しかし、この均一な機械巻き上げは受け入れられず、アレン・アンド・ジンターも機械の使用を拒否している。
デュークは1884年にボンサック・マシン・カンパニーと取引をし、全ての紙巻きタバコをレンタルしたボンサックの機械2台で生産することを決め、ボンサックもレンタル料を生産タバコ1000本あたり0.30ドルから0.20ドルに値下げした。またボンサックの機械を採用したことにより、故障が減るなど機械の改良が進む結果になった。この秘密契約の結果、デュークは他社より安い値段でタバコを提供できるようになった。
1880年代にデュークは機械巻き上げでの生産を始めたが、紙巻きタバコ産業内での成長率が減退しているように思えたという。この打開策として企業を合併し、「アメリカ史において最初の大規模な持株会社の1社」を設立することを考えついた 。デュークは1889年に80万ドルを広告費につぎ込み、純利益が40万ドル以下になることを覚悟してタバコの価格も競合他社より安くなりように引き下げ、1890年にアメリカン・タバコ・カンパニーという企業連合を作った。アメリカン・タバコ・カンパニーを構成するW・デューク・アンド・サンズ、アレン・アンド・ジンター、W・S・キンボール・アンド・カンパニー、キニータバコ、グッドウィン・アンド・カンパニーの5社で1890年の紙巻きタバコ生産において90%を占め、設立初年でニューヨーク証券取引所に上場した。アメリカン・タバコ・カンパニーは設立から20年でアメリカ合衆国において約250社ものタバコ会社を吸収し、紙巻きタバコ、プラグタバコ、スモーキングタバコの生産の80%を占め、嗅ぎたばこも生産していた。デュークによく技術革新でアメリカン・タバコの純資産額が2500万ドルから3億1600万ドルに増大した。

### タバコ・トラスト
アメリカン・タバコ・カンパニーは設立当初から早くもタバコ・トラストとして知られるようになった。デュークは紙巻きタバコ市場を掌握し、歴史的に独占を嫌うアメリカ合衆国において議員達の注目を集めた。
そして紙巻きタバコを単独で生産販売を行い、独立系起業家にタバコの栽培や小売を任せることを方針とした。それでもなお、デュークは垂直統合で非効率さや中間業者を排除しようとしていた。アメリカン・タバコ・カンパニーはイギリス、中国、日本に進出し始め、また流行が変化しても他のタバコ製品を生産することで利益を維持するためにデュークは多様なタバコスタイルを用意していった。タバコ・トラストによるタバコの全タイプの統合を伴った国際的拡大は「最終的にトラストは規制と司法的解散にとても弱いものだった」とされている。
リーマン・ブラザーズがHavana Commercial Company をHavana Tabacco Company へ1902年に事業再編してあったのを、アメリカン・タバコ・カンパニーが吸収合併した。1907年にアメリカン・タバコ・カンパニーはシャーマン法違反を指摘された。1908年、司法省は同社に対する提訴で65社と29人を被告とし、1911年に連邦最高裁はスタンダード・オイルトラストと共に解散を命じる判決を言い渡した。このアメリカ合衆国対アメリカン・タバコ・カンパニー事件の判決はタバコ会社の連合に関して、「企業もしくは個人であろうと、一緒に考えるか別々に考えるかどちらかであろうと反トラスト法の第一章、第二章の中に定められている取引の制限、独占の試み、独占化の各要素、全ての要素を構成している」としている。

### 解体
解体は複雑なものとなった。アメリカン・タバコ・カンパニーは多くの先行した企業とプロセスで構成されていた。組織全体のために1つの部門で特定のプロセスを管理し、他社によって過去に所有していたブランドを生産しようとしていた。「工場は過去の所有権に関係なく特定の商品のために割り当てられていた。」とされている。8ヶ月にわたり、解体に向けた計画は新会社間で競争を促すものとして取り決められた。
トラストは解体のためにメーカーがタバコ製品の特定の種類を独占させない方法が必要だった。さらに投資家達が数百万ドルの有価証券を所持していることも考慮しなければならなかった。さらに大きな問題として結果的に残る企業間でどのように商標やブランドを配置するかだった。
アメリカン・タバコ・カンパニーの資産からアメリカン・タバコ・カンパニー、R.J.レイノルズ、リゲット・アンド・マイヤーズ、ロリラードの4社が設立され、独占状態から寡占状態に移行していった。アメリカン・タバコ・トラストの解体のこれらの企業の設立は主に産業内競争として広告宣伝の激化に繋がっていった。

#### リゲット・アンド・マイヤーズ
リゲット・アンド・マイヤーズはセントルイスにある自身の、シカゴにあるスポールディング・アンド・メリックの、リッチモンドにあるアレン・アンド・ジンターの、ルイビルにあるノール・アンド・ウィリアムズの、サンフランシスコにあるジョン・ボルマン・カンパニーの、トレドにあるピンカートン・カンパニーの、ニューオーリンズにあるW・R・イルビーのそれぞれの工場やシカゴにある喫煙タバコ工場、それぞれボルチモア、フィラデルフィアにある2つの紙巻きタバコ工場、アメリカン・タバコ・カンパニーのデューク・ダラム部門の管理を続けていた。

#### P・ロリラード
P・ロリラードもS・アナーギョスやラーマン・アンド・ウィルバーン・タバコ・カンパニーやフィラデルフィア、ウィルミントン、ブルックリン、ボルチモア、ダンヴィルにある工場やフェデラル・シガー・カンパニーを加えたロリラード・プロパティーズを所持していた。

## その後
1911年の反トラスト法執行と同時にブリティッシュ・アメリカン・タバコ(BAT)の株式を売却した。1994年BATはかつての親会社だったアメリカン・タバコ・カンパニー（反トラスト法執行後に再編されていた）を買収した。これによりラッキーストライクやポール・モールといったブランドがBATのアメリカ合衆国部門であるブラウン・アンド・ウィリアムソン(B&W)のブランドになった。後にB&Wは2004年、R.J.レイノルズに吸収された。
アメリカン・タバコがリーズビルとダーラムを去ったのは1980年代終わり頃だった。

### 再開発
2004年、ダーラムにある過去に閉鎖されていたアメリカン・タバコ・キャンパス(ATC)がオフィス、店舗、レストランの複合施設とて再オープンした。開発したのはキャピトル・ブロードキャスティングでファウラー、クロウ、ストリックランド、リード、ワシントン・ビルディングや新たに建設された2つの駐車用ガレージ、ジョージア州アトランタのスモールウッド・レイノルズ・スチュワート・スチュワートが設計しサウスカロライナ州レキシントンに本社があるW・P・ロー・インコーポレイテッドが建設したキャンパスの中心にある人口滝で構成されたアメリカン・タバコ歴史地区第1期としての再オープンだった。第2期は2006年末現在残った建築物での構成で、地区の北端にある水道機能拡張といった工事が進行中である。オフィス空間の多くは現在デューク大学が使用している。
また、アメリカン・タバコ・トレイルという企業名を冠した多目的レイルトレイルはダーラム・コンプレックスの南からチャタム郡、ウェイク郡へ22マイル (35 km)伸びている。かつて工場が使用する鉄道路線（ノーフォーク・サザン鉄道ダーラム支線）だったが工場の閉鎖とともに廃線になった。

### 広告
ラジオの黄金時代やテレビ黎明期におけるアメリカン・タバコの最も知られた宣伝はL・A・「スピード」・リッグスと言う名の早口のタバコオークショナーだった。彼の矢継ぎ早で歌のような喋りは常に「SOLD, American!」という叫びで締めくくるものだった。別の有名なタバコオークショナーであるF・E・ブーンもリッグスと並んで聞く機会が多くあった。

## 関連文献
- Sobel, Robert (1974). “James Buchanan Duke: Opportunism Is the Spur”. The Entrepreneurs: Explorations Within the American Business Tradition. New York: Weybright & Talley. ISBN 0-679-40064-8
- Cox, Reavis (1933). Competition in the American tobacco industry, 1911-1932: a study of the effects of the partition of the American Tobacco Company by the United States Supreme Court. New York: Columbia University Press

座標: 北緯35度59分36.77秒 西経78度54分16.84秒 / 北緯35.9935472度 西経78.9046778度